# Claudio Cusmano
Claudio Cusmano (Catania, 31 maggio 1962) è un musicista italiano.

## Biografia
Molto precocemente si cimenta nello studio della chitarra jazz dimostrando ottime capacità improvvisative e compositive che ha modo di approfondire presso l'allora conservatorio catanese intitolato a Vincenzo Bellini (oggi Istituto Musicale Pareggiato “Vincenzo Bellini” ) che tuttavia decide di lasciare dopo non molto tempo.
In questo periodo ha anche modo di accumulare un solido bagaglio di esperienze suonando con diversi gruppi di varia estrazione musicale.
Nel 1995 esce il suo primo lavoro dal titolo "Cammino personale" al quale partecipano Roberto Gatto, Stefano Di Battista e Nello Toscano, registrato con Symphonos Italia.
Nel 1998 lavora a un altro progetto che vede il coinvolgimento diretto del contrabbassista Nello Toscano con il quale realizza il suo secondo lavoro in duo intriso di un'atmosfera ultra-jazz anche grazie alla riedizione di classici standard jazz opportunamente rivisitati.
Nel 1999 viene chiamato dalle reti Mediaset per collaborare alla realizzazione della colonna sonora per il serial televisivo "Caraibi" (musiche di Paolo Buonvino).
Suona con diverse orchestre jazz (catanesi e non) oltre che con il Cusmano trio, formato dallo stesso Cusmano alla chitarra, Nello Toscano al contrabbasso e Ruggero Rotolo alla batteria e in duo con il contrabbassista Alberto Amato; è inoltre impegnato in un'intensa attività didattica, tra i suoi allievi si annovera il chitarrista e compositore Claudio Quartarone.
Nel 2022 pubblica un nuovo disco dal titolo Remember to Remember, un album di brani inediti e di classici della musica pop in chiave soft jazz registrato per Anaglyphos Records

### Album
| Numero di catalogo | Anno | Interprete                                     | Titoli               |
| ------------------ | ---- | ---------------------------------------------- | -------------------- |
| 2016-2D            | 1996 | Claudio Cusmano                                | Cammino personale    |
| W157               | 1998 | Claudio Cusmano                                | Two in Flight        |
| MHD2258            | 2022 | Claudio Cusmano, Nello Toscano e Enzo Ziriilli | Remember to remember |

### Compilation
- 1994 - Sicilian jazz collection vol. 3 (Splasc(h) Records, H413.2; esecutori vari)